# Eucrossorhinus dasypogon
El tiburón alfombra teselado o tapicero barbudo (Eucrossorrhinus dasypogon) es una especie de elasmobranquio orectolobiforme de la familia Orectolobidae.